# AVN Awards - Registi

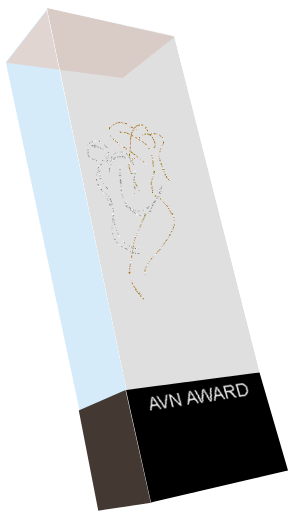
Trofeo degli "AVN Awards"

Gli AVN Director Awards sono i premi cinematografici, presentati e sponsorizzati dalla rivista AVN, che premiano i singoli direttori artistici che si ritiene abbiano espresso le migliori performance pornografiche dell'anno. Sono suddivisi in varie categorie:
- Director of the Year
- Miglior Regista
- Best Director - Feature/ Narrative Production e Non Feature/ Non - Narrative Production
- Miglior regista straniero

- Best Director - Foreign Feature e Foreign - Non Feature
- Best Director - Ethnic Video
- Best Director - Parody
- Best Director - Web

- Best Director - Comedy
- Best Director - Drama
- Best Director Site/Network/Content/Banner

## Director of the Year
Il premio Director of the Year (Body of Work) è considerato il più importante. Viene assegnato al migliore regista.
| Anno | Regista           |
| ---- | ----------------- |
| 2007 | Jim Powers        |
| 2008 | Jules Jordan      |
| 2009 | Brad Armstrong    |
| 2010 | David Aaron Clark |
| 2011 | Axel Braun        |
| 2012 | Axel Braun        |
| 2013 | Axel Braun        |
| 2014 | Axel Braun        |
| 2015 | Mason             |
| 2016 | Greg Lansky       |
| 2017 | Greg Lansky       |
| 2018 | Greg Lansky       |
| 2019 | Kayden Kross      |
| 2020 | Kayden Kross      |
| 2021 | Kayden Kross      |
| 2022 | Ricky Greenwood   |
| 2023 | Kayden Kross      |
| 2024 | Derek Dozer       |
| 2025 | Ricky Greenwood   |

## Miglior regista
| Anno    | Regista          | Regista                               | Titolo                         | Titolo                                   |
| ------- | ---------------- | ------------------------------------- | ------------------------------ | ---------------------------------------- |
| 1984    | Cecil Howard     | Cecil Howard                          | Scoundrels                     | Scoundrels                               |
| Anno    |                  |                                       |                                |                                          |
| Regista |                  |                                       |                                |                                          |
| Film    | Titolo           | Video                                 | Titolo                         |                                          |
| 1985    | Anthony Spinelli | Dixie Ray, Hollywood Star             | Henri Pachard                  | Long Hard Nights                         |
| 1986    | Cecil Howard     | Snake Eyes                            | Paul Vatelli                   | Erotic Zones II                          |
| 1987    | Cecil Howard     | Star Angel                            | Jerome Tanner                  | Club Exotica                             |
| 1988    | Richard Pacheco  | Careful, He May be Watching           | Henri Pachard                  | Talk Dirty to Me, Part V                 |
| 1989    | Alex de Renzy    | Pretty Peaches 2                      | John Leslie                    | Catwoman                                 |
| 1990    | Henri Pachard    | The Nicole Stanton Story, Parts 1 & 2 | Jean-Pierre Ferrand Peter Davy | Voodoo Lust                              |
| 1991    | Andrew Blake     | House of Dreams                       | Paul Thomas                    | Beauty & the Beast 2                     |
| 1992    | John Stagliano   | Wild Goose Chase                      | Scotty Fox                     | The Cockateer                            |
| 1993    | John Stagliano   | Face Dance, Parts I & II              | Alex de Renzy                  | Two Women e Anthony Spinelli - The Party |
| 1994    | Paul Thomas      | Justine                               | Jim Enright                    | Haunted Nights                           |
| 1995    | John Leslie      | Dog Walker                            | John Leslie                    | Bad Habits                               |
| 1996    | Michael Zen      | Blue Movie                            | Michael Ninn                   | Latex                                    |
| 1997    | Paul Thomas      | Bobby Sox                             | Michael Ninn                   | Shock                                    |
| 1998    | Nic Cramer       | Operation Sex Siege                   | Robert Black                   | Miscreants                               |
| 1999    | Nic Cramer       | Looker                                | John Leslie                    | The Lecher 2                             |
| 2000    | Ren Savant       | Seven Deadly Sins                     | Jonathan Morgan                | Double Feature!                          |
| 2001    | James Avalon     | Les Vampyres                          | Nic Andrews                    | Dark Angels                              |
| 2002    | Paul Thomas      | Fade to Black                         | Brad Armstrong                 | Euphoria                                 |
| 2003    | John Stagliano   | The Fashionistas                      | Michael Raven Rocco Siffredi   | Breathless The Ass Collector             |
| 2004    | Paul Thomas      | Heart of Darkness                     | Michael Raven                  | Beautiful                                |
| 2005    | Paul Thomas      | The Masseuse                          | David Stanley                  | Pretty Girl                              |
| 2006    | Paul Thomas      | The New Devil in Miss Jones           | Joone                          | Pirates                                  |
| 2007    | Brad Armstrong   | Manhunters                            | Eli Cross                      | Corruption                               |
| 2008    | Paul Thomas      | Layout                                | John Stagliano                 | Fashionistas Safado: Berlin              |

## Best Director - Feature/ Narrative Production e Non Feature/ Non - Narrative Production
|      | Feature/ Narrative Production | Feature/ Narrative Production            | Non Feature/ Non - Narrative Production | Non Feature/ Non - Narrative Production |
| Anno | Regista                       | Titolo                                   | Regista                                 | Titolo                                  |
| ---- | ----------------------------- | ---------------------------------------- | --------------------------------------- | --------------------------------------- |
| 2003 |                               |                                          | Jim Powers                              | Perverted Stories 35                    |
| 2004 | Laurent Sky                   | Fetish: The Dreamscape                   |                                         |                                         |
| 2005 | Jack The Zipper               | Stuntgirl                                |                                         |                                         |
| 2006 | Michael Ninn                  | Neo Pornographia                         |                                         |                                         |
| 2007 | Jack The Zipper               | Blacklight Beauty                        |                                         |                                         |
| 2008 | Belladonna                    | Belladonna: Manhandled 2                 |                                         |                                         |
| 2009 | Joone                         | Pirates II: Stagnetti's Revenge          | Eli Cross                               | Icon                                    |
| 2010 | David Aaron Clark             | Pure                                     | William H                               | Evalutionary                            |
| 2011 | Brad Armstrong                | Speed                                    | William H                               | Performers of the Year 2010             |
| 2012 | Graham Travis                 | Portrait of a Call Girl                  | Mason                                   | Asa Akira Is Insatiable 2               |
| 2013 | Graham Travis                 | Wasteland                                | Jules Jordan                            | Alexis Ford Darkside                    |
| 2014 | Brad Armstrong                | Underworld                               | Mason                                   | Anikka                                  |
| 2015 | Brad Armstrong                | Aftermath                                | Mason                                   | Allie                                   |
| 2016 | Paul Deeb                     | Marriage 2.0                             | Jules Jordan                            | Jesse: Alpha Female                     |
| 2017 | Jacky St. James               | The Submission of Emma Marx: Exposed     | Greg Lansky                             | Natural Beauties                        |
| 2018 | Axel Braun                    | Justice League XXX: An Axel Braun Parody | Kayden Kross                            | Sacrosanct                              |
| 2019 | Axel Braun                    | The Possession of Mrs. Hyde              | Evil Chris                              | I Am Angela                             |
| 2022 | Kayden Kross                  | Psychosexual                             | Jules Jordan                            | The Insatiable Emily Willis             |
| 2023 | Kayden Kross                  |                                          | Jules Jordan                            |                                         |
| 2024 | Kayden Kross                  |                                          | Jules Jordan                            |                                         |
| 2025 | Kayden Kross                  |                                          | Jules Jordan                            |                                         |

## Miglior regista straniero
Il premio Best Director – Foreign/ International Release/ Production viene assegnato al migliore regista straniero.
| Anno | Regista                                     | Titolo                                                      |
| ---- | ------------------------------------------- | ----------------------------------------------------------- |
| 2000 | Anita Rinaldi                               | Return To Planet Sexxx                                      |
| 2001 | Tanya Hyde                                  | Hell, Whores and High Heels                                 |
| 2002 | Kovi                                        | The Splendor of Hell                                        |
| 2003 | Antonio Adamo                               | Private Gladiator                                           |
| 2004 | Gazzman                                     | The Scottish Loveknot                                       |
| 2005 | Narcis Bosch                                | Hot Rats                                                    |
| 2006 | Rocco Siffredi                              | Who Fucked Rocco?                                           |
| 2007 | Pierre Woodman                              | Sex City                                                    |
| 2008 | Alessandro Del Mar                          | Dangerous Sex                                               |
| 2009 | Juan Carlos Jesus Villaobos Christoph Clark | Jason Colt: Mystery of the Sexy Diamonds Nasty Intentions 2 |
| 2010 | Louis Moire Max Candy Paul Chaplin          | Ritual Black Beauty: Escape to Eden                         |
| 2011 | Paul Chaplin                                | Department S, Mission One: City of Broken Angels            |
| 2012 | Ettore Buchi                                | Mission Asspossible                                         |
| 2013 | Max Candy                                   | Inglorious Bitches                                          |
| 2014 | Max Candy Michael Ninn                      | The Ingenuous                                               |
| 2015 | Hervé Bodilis                               | Anissa Kate the Widow                                       |
| 2016 | Dick Bush                                   | The Doctor                                                  |
| 2017 | John Stagliano                              | Hard in Love                                                |
| 2018 | Hervé Bodilis Pascal Lucas                  | Revenge of a Daughter                                       |
| 2019 | Rocco Siffredi                              | Rocco’s Abbondanza                                          |
| 2020 | Alis Locanta                                | Rebecca, An Indecent Story                                  |
| 2021 | Hervé Bodilis                               | A Perfect Woman                                             |
| 2022 | Julia Grandi                                | Jia                                                         |
| 2023 | Rocco Siffredi                              |                                                             |
| 2024 | Julia Grandi                                |                                                             |
| 2025 | Julia Grandi                                |                                                             |

## Best Director - Foreign Feature e Foreign - Non Feature
|      | Foreign Feature              | Foreign Feature                                  | Foreign Non - Feature | Foreign Non - Feature             |
| Anno | Regista                      | Titolo                                           | Regista               | Titolo                            |
| ---- | ---------------------------- | ------------------------------------------------ | --------------------- | --------------------------------- |
| 2009 | Juan Carlos                  | Jason Colt – The Mystery of the Sexy Diamonds    | Christoph Clark       | Nasty Intentions 2                |
| 2010 | Louis Moire & Max Candy      | Black Beauty: Escape to Eden                     | Raul Cristian         | Ass Traffic 6                     |
| 2011 | Paul Chaplin                 | Department S, Mission One: City of Broken Angels | Gazzman               | Tori Black: Nymphomaniac          |
| 2012 | Ettore Buchi                 | Mission Asspossible                              |                       |                                   |
| 2013 | Max Candy                    | Inglorious Bitches                               | Ettore Buchi          | Adventures on the Lust Boat 2     |
| 2014 | Michael Ninn & Max Candy     | The Ingenuous                                    | Tanya Hyde            | The House of Sin                  |
| 2015 | Hervé Bodilis                | Anissa Kate the Widow                            | Gazzman               | Young Harlots: Slutty Delinquents |
| 2016 | Dick Bush                    | The Doctor                                       | Alis Locanta          | Waltz With Me                     |
| 2017 | John Stagliano               | Hard in Love                                     | Nacho Vidal           | Nacho Loves Nekane                |
| 2018 | Hervé Bodilis & Pascal Lucas | Revenge of a Daughter                            | Hervé Bodilis         | Megan Escort Deluxe               |

## Best Director - Ethnic Video
Il premio Best Director –Ethnic Video viene assegnato al migliore regista per una scena "etnica".
| Anno | Regista      | Titolo            |
| ---- | ------------ | ----------------- |
| 2009 | Jules Jordan | Lex the Impaler 3 |
| 2010 | Jules Jordan | Lex the Impaler 4 |
| 2011 | Jules Jordan | Lex the Impaler 5 |

## Best Director - Parody
Il premio Best Director –Parody viene assegnato al migliore regista per una scena a tema parodia.
| Anno | Regista        | Titolo                                          |
| ---- | -------------- | ----------------------------------------------- |
| 2012 | Brad Armstrong | The Rocki Whore Picture Show: A Hardcore Parody |
| 2013 | Axel Braun     | Star Wars XXX: A Porn Parody                    |
| 2014 | Will Ryder     | Not the Wizard of Oz XXX                        |
| 2015 | Axel Braun     | 24 XXX: An Axel Braun Parody                    |
| 2016 | Axel Braun     | Peter Pan XXX: An Axel Braun Parody             |
| 2017 | Axel Braun     | Suicide Squad XXX: An Axel Braun Parody         |

## Best Director - Web
Il premio Best Director –Web viene assegnato al migliore regista per una scena trasmessa sul web.
| Anno | Regista       |
| ---- | ------------- |
| 2014 | Brando        |
| 2015 | Lee Roy Myers |
| 2016 | Ivan          |
| 2017 | Glenn King    |
| 2018 | Mike Adriano  |
| 2019 | Lee Roy Myers |
| 2020 | Laurent Sky   |

## Best Director - Comedy
Il premio Best Director –Comedy viene assegnato al migliore regista per una scena a tema commedia.
| Anno | Regista    | Titolo                            |
| ---- | ---------- | --------------------------------- |
| 2020 | Will Ryder | Love Emergency                    |
| 2021 | Eli Cross  | Cougar Queen: A Tiger King Parody |

## Best Director - Drama
Il premio Best Director –Drama viene assegnato al migliore regista per una scena a tema drammatico.
| Anno | Regista      | Titolo |
| ---- | ------------ | ------ |
| 2020 | Kayden Kross | Drive  |
| 2021 | Kayden Kross | Muse   |

## Best Director Site/Network/Content/Banner
| Anno | Regista      | Sito                |
| ---- | ------------ | ------------------- |
| 2021 | Laurent Sky  | Vixen/Tushy/Blacked |
| 2022 | Jules Jordan | Jules Jordan Video  |